# Agrilus annoi
Agrilus annoi é uma espécie de inseto do
género Agrilus, [[família
(biologia)|família]] Buprestidae, ordem
Coleoptera.
Foi descrita cientificamente por Baudon, 1968.